# Andrzej Suda
Andrzej Suda (ur. 11 lutego 1959) – polski koszykarz występujący na pozycji skrzydłowego, reprezentant Polski, po zakończeniu kariery zawodniczej trener koszykarski.

## Osiągnięcia
Klubowe
- Wicemistrz Polski:
  - 1984
  - juniorów (1978)

Indywidualne
- MVP mistrzostw Polski juniorów (1978)

Reprezentacja
- Uczestnik mistrzostw Europy U-18 (1978 – 12. miejsce)[2]